# Lijst van nummer 1-hits in Zweden in 2007
Deze hits stonden in 2007 op nummer 1 in  de Sverigetopplistan Single Top 60, de bekendste hitlijst in Zweden.
| Datum        | Artiest                     | Titel                    |
| ------------ | --------------------------- | ------------------------ |
| 4 januari    | Markus Fagervall            | Everything changes       |
| 11 januari   | Markus Fagervall            | Everything changes       |
| 18 januari   | Markus Fagervall            | Everything changes       |
| 25 januari   | United DJ's & Pandora       | Don't you know           |
| 1 februari   | Erik Segerstedt             | I can't say I'm sorry    |
| 8 februari   | Markoolio & Linda Bengtzing | Värsta schlagern         |
| 15 februari  | Markoolio & Linda Bengtzing | Värsta schlagern         |
| 22 februari  | Danny Saucedo               | Tokyo                    |
| 1 maart      | Danny Saucedo               | Tokyo                    |
| 8 maart      | Avril Lavigne               | Girlfriend               |
| 15 maart     | The Ark                     | The worrying kind        |
| 22 maart     | The Ark                     | The worrying kind        |
| 29 maart     | The Ark                     | The worrying kind        |
| 5 april      | Måns Zelmerlöw              | Cara mia                 |
| 12 april     | Måns Zelmerlöw              | Cara mia                 |
| 19 april     | Måns Zelmerlöw              | Cara mia                 |
| 26 april     | Måns Zelmerlöw              | Cara mia                 |
| 3 mei        | The Ark                     | The worrying kind        |
| 10 mei       | Frida Murenius              | Dunka mig gul & blå      |
| 17 mei       | Markoolio                   | Ingen sommar utan reggae |
| 24 mei       | E-Type                      | True believer            |
| 31 mei       | Per Gessle                  | En händig man            |
| 7 juni       | Danny Saucedo               | Play it for the girls    |
| 14 juni      | Markoolio                   | Ingen sommor utan reggae |
| 21 juni      | Markoolio                   | Ingen sommor utan reggae |
| 28 juni      | Ola                         | Nathalie                 |
| 5 juli       | Ola                         | Nathalie                 |
| 12 juli      | Markoolio                   | Ingen sommor utan reggae |
| 19 juli      | Markoolio                   | Ingen sommor utan reggae |
| 26 juli      | Ola                         | Nathalie                 |
| 2 augustus   | Ola                         | Nathalie                 |
| 9 augustus   | 6 AM & Cissi Ramsbby        | I'm gay                  |
| 16 augustus  | Ola                         | Nathalie                 |
| 23 augustus  | Ola                         | Nathalie                 |
| 30 augustus  | Lars Winnerbäck & Miss Li   | Om du lämnade mig nu     |
| 6 september  | Lars Winnerbäck & Miss Li   | Om du lämnade mig nu     |
| 13 september | Lars Winnerbäck & Miss Li   | Om du lämnade mig nu     |
| 20 september | Martin Stenmarck            | 100 år från nu (blundar) |
| 27 september | Martin Stenmarck            | 100 år från nu (blundar) |
| 4 oktober    | Martin Stenmarck            | 100 år från nu (blundar) |
| 11 oktober   | Magnus Uggla                | Pärlor åt svin           |
| 18 oktober   | Magnus Uggla                | Pärlor åt svin           |
| 25 oktober   | Magnus Uggla                | Pärlor åt svin           |
| 1 november   | Laakso                      | Västerbron & vampires EP |
| 8 november   | Timbaland & OneRepublic     | Apologize                |
| 15 november  | Timbaland & OneRepublic     | Apologize                |
| 22 november  | Ola                         | S.O.S.                   |
| 29 november  | Timbaland & OneRepublic     | Apologize                |
| 6 december   | Timbaland & OneRepublic     | Apologize                |
| 13 december  | Marie Picasso               | This moment              |
| 20 december  | Marie Picasso               | This moment              |
| 27 december  | E.M.D.                      | All for love             |